# Ист Футхилс (Калифорнија)
Ист Футхилс (енгл. East Foothills) насељено је место без административног статуса у америчкој савезној држави Калифорнија.

## Демографија
По попису из 2010. године број становника је 8.269, што је 136 (1,7%) становника више него 2000. године.
| Група             | 2000.         | 2010.         |
| Белци             | 4.375 (53,8%) | 3.282 (39,7%) |
| Афроамериканци    | 230 (2,8%)    | 205 (2,5%)    |
| Азијати           | 876 (10,8%)   | 1.445 (17,5%) |
| Хиспаноамериканци | 2.333 (28,7%) | 3.118 (37,7%) |
| Укупно            | 8.133         | 8.269         |